# Championnats du monde de snowboard 2023
Navigation
Édition précédente Édition suivante
La 15e édition des championnats du monde de snowboard se déroule du 19 février au 5 mars à Bakuriani en Géorgie. Ils sont organisés conjointement avec les championnats du monde de ski acrobatique 2023, comme c'est le cas depuis 2013.
Une nouvelle épreuve est ajoutée au programme : le slalom parallèle par équipes mixtes.

## Programme
|  | Qualification |  | Course |

| Horaire local (UTC +4) |

| Epreuve ↓ / Date → |         |                             |         |         |         |         |         |                           |         |         |         |      |                           |         |         |                           |         |
| D                  | L       | M                           | M       | J       | V       | S       | D       | L                         | M       | M       | J       | V    | S                         | D       |         |                           |         |
| 19                 | 20      | 21                          | 22      | 23      | 24      | 25      | 26      | 27                        | 28      | 1er     | 2       | 3    | 4                         | 5       |         |                           |         |
| Février            | Février | Février                     | Février | Février | Février | Février | Février | Février                   | Février | Mars    | Mars    | Mars | Mars                      | Mars    |         |                           |         |
|                    |         |                             |         |         |         |         |         |                           |         |         |         |      |                           |         |         |                           |         |
| A L P I N          | Hommes  | Slalom géant parallèle      | 08 h 30 |         |         |         |         |                           |         |         |         |      |                           |         |         |                           |         |
| A L P I N          | Hommes  | Slalom géant parallèle      | 09 h 15 |         |         |         |         |                           |         |         |         |      |                           |         |         |                           |         |
| A L P I N          | Hommes  | Slalom parallèle            |         |         | 12 h 00 |         |         |                           |         |         |         |      |                           |         |         |                           |         |
| A L P I N          | Hommes  | Slalom parallèle            | 15 h 00 |         |         |         |         |                           |         |         |         |      |                           |         |         |                           |         |
| A L P I N          | Femmes  | Slalom géant parallèle      | 08 h 30 |         |         |         |         |                           |         |         |         |      |                           |         |         |                           |         |
| A L P I N          | Femmes  | Slalom géant parallèle      | 09 h 15 |         |         |         |         |                           |         |         |         |      |                           |         |         |                           |         |
| A L P I N          | Femmes  | Slalom parallèle            |         |         | 12 h 00 |         |         |                           |         |         |         |      |                           |         |         |                           |         |
| A L P I N          | Femmes  | Slalom parallèle            | 15 h 00 |         |         |         |         |                           |         |         |         |      |                           |         |         |                           |         |
| A L P I N          | Mixte   | Slalom parallèle par équipe |         |         |         | 12 h 30 |         |                           |         |         |         |      |                           |         |         |                           |         |
|                    |         |                             |         |         |         |         |         |                           |         |         |         |      |                           |         |         |                           |         |
| C R O S            | Hommes  | Individuel                  |         |         |         |         |         |                           |         |         |         |      |                           | 11 h 00 | 14 h 30 |                           |         |
| C R O S            | Femmes  | Individuel                  |         |         |         |         |         |                           |         |         |         |      |                           | 11 h 00 | 14 h 30 |                           |         |
| C R O S            | Mixte   | Par équipe                  |         |         |         |         |         |                           |         |         |         |      |                           |         |         | 14 h 30                   |         |
|                    |         |                             |         |         |         |         |         |                           |         |         |         |      |                           |         |         |                           |         |
| P A R K & P I P E  | Hommes  | Big Air                     |         |         |         |         |         |                           |         |         |         |      |                           |         |         | 12 h 30 (S1) 15 h 30 (S2) | 14 h 00 |
| P A R K & P I P E  | Hommes  | Halfpipe                    |         |         |         |         |         |                           |         |         |         |      | 12 h 10 (S1) 14 h 45 (S2) |         | 10 h 00 |                           |         |
| P A R K & P I P E  | Hommes  | Slopestyle                  |         |         |         |         |         | 10 h 00 (S1) 14 h 00 (S2) |         |         | 13 h 00 |      |                           |         |         |                           |         |
| P A R K & P I P E  | Femmes  | Big Air                     |         |         |         |         |         |                           |         |         |         |      |                           |         |         | 09 h 30                   | 14 h 00 |
| P A R K & P I P E  | Femmes  | Halfpipe                    |         |         |         |         |         |                           |         |         |         |      | 09 h 30                   |         | 10 h 00 |                           |         |
| P A R K & P I P E  | Femmes  | Slopestyle                  |         |         |         |         |         |                           |         | 10 h 00 | 13 h 00 |      |                           |         |         |                           |         |
|                    |         |                             |         |         |         |         |         |                           |         |         |         |      |                           |         |         |                           |         |

Certaines épreuves sont reportées en raison du vent :

| - Snowboard cross - Qualifications : annulé - Finale : avancé au 1er à 10h30 - Par équipe : avancé au 2 à 10h30 | - Snowboard Slopestyle - Qualifications F : reporté au 27 à 10h00 - Finale : reporté à 13h30 (F) et 15h00(H) - Snowboard Big air - Qualifications F : avancé au 2 à 14h30 - Qualifications H : avancé au 2 à 09h30 - Finales : avancé au 4 à 09h30 |

## Tableau des médailles
| Rang  | Pays             |    |    |    |    |
| ----- | ---------------- | -- | -- | -- | -- |
| 1     | Autriche         | 3  | 4  | 2  | 9  |
| 2     | Japon            | 2  | 2  | 2  | 6  |
| 3     | Royaume-Uni      | 2  | -  | -  | 2  |
| 4     | Suisse           | 1  | 2  | 3  | 6  |
| 5     | Pologne          | 1  | -  | 1  | 2  |
| 5     | Italie           | 1  | -  | 1  | 2  |
| 7     | Chine            | 1  | -  | -  | 1  |
| 7     | Norvège          | 1  | -  | -  | 1  |
| 7     | Corée du Sud     | 1  | -  | -  | 1  |
| 7     | Tchéquie         | 1  | -  | -  | 1  |
| 9     | Australie        | -  | 2  | 1  | 3  |
| 10    | Canada           | -  | 1  | 1  | 2  |
| 11    | Allemagne        | -  | 1  | -  | 1  |
| 11    | Nouvelle-Zélande | -  | 1  | -  | 1  |
| 11    | Norvège          | -  | 1  | -  | 1  |
| 14    | États-Unis       | -  | -  | 2  | 2  |
| 15    | France           | -  | -  | 1  | 1  |
| Total | Total            | 14 | 14 | 14 | 42 |

## Podiums

### Snowboard Alpin
Hommes
| Épreuves               | Or                 | Argent         | Bronze          |
| ---------------------- | ------------------ | -------------- | --------------- |
| Slalom géant parallèle | Oskar Kwiatkowski  | Dario Caviezel | Alexander Payer |
| Slalom parallèle       | Andreas Prommegger | Arvid Auner    | Arnaud Gaudet   |

Femmes
| Épreuves               | Or           | Argent         | Bronze            |
| ---------------------- | ------------ | -------------- | ----------------- |
| Slalom géant parallèle | Tsubaki Miki | Daniela Ulbing | Aleksandra Król   |
| Slalom parallèle       | Julie Zogg   | Ladina Jenny   | Sabine Schöffmann |

Mixte
| Épreuve                      | Or                                    | Argent                                             | Bronze                                |
| ---------------------------- | ------------------------------------- | -------------------------------------------------- | ------------------------------------- |
| Slalom parallèle par équipes | Italie II- Aaron March - Nadya Ochner | Autriche I- Andreas Prommegger - Sabine Schöffmann | Suisse I- Julie Zogg - Dario Caviezel |

### Snowboard Cross
Hommes
| Épreuve | Or          | Argent      | Bronze        |
| ------- | ----------- | ----------- | ------------- |
| Cross   | Jakob Dusek | Martin Nörl | Omar Visintin |

Femmes
| Épreuve | Or          | Argent     | Bronze             |
| ------- | ----------- | ---------- | ------------------ |
| Cross   | Eva Samková | Josie Baff | Lindsey Jacobellis |

Mixte
| Épreuve           | Or                                                | Argent                                 | Bronze                                    |
| ----------------- | ------------------------------------------------- | -------------------------------------- | ----------------------------------------- |
| Cross par équipes | Royaume-Uni I- Huw Nightingale - Charlotte Bankes | Autriche I- Jakob Dusek - Pia Zerkhold | France I- Merlin Surget - Chloé Trespeuch |

### Snowboard freestyle
Hommes
| Épreuves   | Or               | Argent           | Bronze        |
| ---------- | ---------------- | ---------------- | ------------- |
| Big Air    | Taiga Hasegawa   | Mons Røisland    | Nicolas Huber |
| Half-Pipe  | Lee Chae-un      | Valentino Guseli | Jan Scherrer  |
| Slopestyle | Marcus Kleveland | Ryoma Kimata     | Chris Corning |

Femmes
| Épreuves   | Or          | Argent               | Bronze          |
| ---------- | ----------- | -------------------- | --------------- |
| Big Air    | Anna Gasser | Miyabi Onitsuka      | Tess Coady      |
| Half-Pipe  | Cai Xuetong | Elizabeth Hosking    | Mitsuki Ono     |
| Slopestyle | Mia Brookes | Zoi Sadowski-Synnott | Miyabi Onitsuka |